# 三井理陽
三井 理陽（みつい りょう、1997年7月30日 - ）は、日本の俳優。
東京都出身。サンミュージックブレーン所属。

## 略歴
- 2009年 - サンミュージックブレーンに所属し、芸能界デビュー。
- 2010年 - NHK教育『天才てれびくんMAX』にてれび戦士として出演。
- 2015年 - サンミュージック若手俳優ユニット「SUNPLUS」に所属。
- 2022年 - 6月30日をもってSUNPLUSを卒業、サンミュージックブレーンを退所。

## 出演

### バラエティ
- ピラメキーノ 子役恋物語シーズン4・5（2009年、テレビ東京）
- 天才てれびくんMAX（2010年 - 2011年、NHK教育） - てれび戦士
- NHK高校講座 科学と人間生活（2015年4月 - 2016年3月、NHK Eテレ）

### テレビドラマ
- スプラウト（2012年7月7日 - 9月29日、日本テレビ） - クラスメイト 役
- 世直し公務員ザ・公証人11（2014年4月14日、TBS） - 長谷部建太 役
- 461個のありがとう。 〜愛情弁当が育んだ父と子の絆〜（2015年3月15日、NHK BSプレミアム） - 矢島 役
- 母さん、俺は大丈夫（2015年8月22日、日本テレビ） - 三井亮太 役
- 痛快TV スカッとジャパン 番組内ショートドラマ（2016年11月28日、フジテレビ）
- 白衣の戦士! 第1話（2019年） - 潤也の友達 役

### アニメ映画
- バケモノの子（2015年7月11日、東宝） - 男子高校生 役

### 舞台
- 赤毛のアン（2009年） - ギルバート（幼少期） 役
- ミュージカル・テニスの王子様2ndシーズン（2012年 - 2014年） - 加藤勝郎 役
  - ミュージカル・テニスの王子様 青学vs比嘉（2012年12月20日 - 2013年2月17日、日本青年館　他）
  - ミュージカル・テニスの王子様 青学VS四天宝寺（2013年12月19日 - 2014年3月2日、日本青年館　他）
  - ミュージカル・テニスの王子様 Dream Live 2013（2013年4月27日 - 29日／5月3日 - 5日、横浜アリーナ 他）
  - ミュージカル・テニスの王子様 青学vs氷帝（2013年7月11日 - 9月29日、TOKYO DOME CITY HALL 他）
  - ミュージカル・テニスの王子様 春の大運動会2014（2014年4月26日、横浜アリーナ）
  - ミュージカル・テニスの王子様 青学VS立海（2014年7月12日 - 9月28日、TOKYO DOME CITY HALL 他）
  - ミュージカル・テニスの王子様 テニミュ映画祭2014（2014年10月18日 - 31日、新宿ピカデリー 他）
  - ミュージカル・テニスの王子様 ネルフェス2014 in 武道館（2014年11月7日、日本武道館）
  - ミュージカル・テニスの王子様 Dream Live 2014（2014年11月15日 - 16日／11月22日 - 24日、さいたまスーパーアリーナ他）
- ミュージカル・ちっちゃな英雄（2016年） - ジェラルド / ブックス 役
  - ミュージカル・ちっちゃな英雄（2016年3月 -6月、サンリオピューロランド）- ジェラルド役
  - ミュージカル・ちっちゃな英雄（2016年6月 - 9月、サンリオピューロランド）- ブックス役
  - ミュージカル・ちっちゃな英雄（2018年3月 - 5月 、サンリオピューロランド）- ジェラルド役
- ミュージカル・THE CIRCUS！（2017年9月24日 - 10月15日、よみうり大手町ホール）- ロマン・ハスキル役
- ミュージカル・池袋ウエストゲートパーク SONG＆DANCE（2017年12月23日 - 2018年1月21日、東京芸術劇場シアターウエスト 他）
- SUNPLUS第1回公演「SUMMER BAZAAR～夏の終わり～」（2019年10月18日 - 27日、新宿村LIVE）- 岸直次郎 役

### CM
- 花王「アタック」（2009年）

### ミュージックビデオ
- LACCO TOWER「薄紅」（2016年）[2]

### CD
- HIGHLIGHTS from 池袋ウエストゲートパークSONG & DANCE（2018年4月11日）[3]